# Giovanni Antonio Pandolfi Mealli
Giovanni Antonio Pandolfi Mealli (Montepulciano, 1624 – 1687 circa) è stato un compositore italiano.
Poco si conosce di Pandolfi Mealli a parte le sue permanenze fino al 1660 ad Innsbruck (musico di corte d'Asburgo), fino al 1675 a Messina ("maestro d'imparare a sonare di violino [...] primo strumentista di violino della città"), da cui fuggì perché accusato di omicidio, e dal 1678 a Madrid (violinista della Cappella Reale della Corte).
Tra le composizioni pervenuteci: le Sonate cioè Balletti, Sarabande, Correnti, Passacagli, Capriccetti, & una Trombetta... (o "sonate messinesi") del 1669, le Sonate per violino op. 3 e 4 del 1660.